# Óscar Melendo
Óscar Melendo Jiménez (ur. 23 sierpnia 1997 w Barcelonie) – hiszpański piłkarz występujący na pozycji pomocnika w Granadzie.